# 今日も どこかで
『今日も どこかで』（きょうも どこかで）は、2008年11月5日に発売された小田和正通算26作目のシングル。発売元はBMG JAPAN。

## 解説
フジテレビ系列『めざましテレビ』2008年度テーマソング。明治乳業プロビオヨーグルトLG21CMソング（2009年8月から。小田自身もCMに出演）。また、2011年3月から明治安田生命が特別協賛している小田の全国ツアーの応援CMソング、同年4月からポーラ化粧品の企業CMソングとして使われている。2022年6月からは「明治安田生命 みんなの健活プロジェクト・地球の元気プロジェクト」CMソングに使用されている。
前作『こころ』から約1年4か月ぶりのシングルとなったこの作品は、めざましテレビの出演者である軽部真一（フジテレビアナウンサー）が2005年に行われた小田の全国ツアーの取材（同年6月、大阪城ホールにて）に訪れ、インタビューしたことがきっかけになり、2008年4月に番組が放送15周年を迎えるにあたって、「出会って来た人とのつながり」をテーマに書かれた。
本作は当初CD化の予定はなく、番組のテーマソングとしてのオンエア期間も2008年9月までの予定だったが、同年4月から9月まで行われた小田の全国ツアーでも歌われ、アンコールでの観客による本作の大合唱が行われ、その反響の大きさからCD化実現に加え、2009年3月までオンエアが延長された。
また、コーラスには前作に続いて松たか子が参加。カップリングには“会場のみんなとバージョン”とカラオケを収録。“会場のみんなとバージョン”は同年9月10日、11日に行われた日本武道館公演での観客の歌声が収録されている（バックトラックは同年9月2日、3日の日本ガイシホール公演開演前に収録）。
2009年2月15日に東京ビッグサイトで行われたイベント『元気のミナとも』最終日のグランドフィナーレに小田がゲスト出演し、軽部と伊藤利尋を除くめざましファミリーと、ゲストのJUJUに加え、この日訪れた観客とともに本作を大合唱。JUJUは歌い終わった後、オフコース時代からのファンであることを告白。それに対して小田は「そうですか」と答えた（のちに2009年12月25日放送のTBS系『クリスマスの約束』で共演）。

## 収録曲
| 全作詞・作曲・編曲: 小田和正。 |                                                                                                |          |            |      |
| #                              | タイトル                                                                                       | 作詞     | 作曲・編曲 | 時間 |
| 1.                             | 「今日も どこかで」(「明治安田生命 みんなの健活プロジェクト・地球の元気プロジェクト」CMソング) | 小田和正 | 小田和正   | 4:44 |
| 2.                             | 「今日も どこかで（会場のみんなとバージョン）」                                                | 小田和正 | 小田和正   | 5:20 |
| 3.                             | 「今日も どこかで（カラオケバージョン）」                                                      | 小田和正 | 小田和正   | 4:45 |

## レコーディング・メンバー

### 今日も どこかで
- MANSAKU KIMURA : drums & b.g.v.
- NOBUO ARIGA : bass & b.g.v.
- NAOKI KURIO : keyboard & b.g.v.
- MASAHIRO INABA : guitars & b.g.v.
- MITSUHIRO SONOYMA : saxophone & b.g.v.
- CHIEKO KINBARA STRINGS : strings
- TOMOYUKI ASAKAWA : harp
- TAKAKO MATSU : b.g.v.
- TOMAKI KINOSHITA : b.g.v.
- HIDEKI MOCHIZUKI : synthesizer programming

### 今日も どこかで（会場のみんなとバージョン）
- 全国の会場のみんな : vocals
- MANSAKU KIMURA : drums & b.g.v.
- NOBUO ARIGA : bass & b.g.v.
- NAOKI KURIO : keyboard & b.g.v.
- MASAHIRO INABA : guitars & b.g.v.
- MITSUHIRO SONOYMA : saxophone & b.g.v.
- TOMAKI KINOSHITA : percussion & b.g.v.
- TAKAKO MATSU : b.g.v.

## スタッフ
- Produced by Kazumasa Oda
- Mixed by Yoshihide Mikami at Bunkamura Studio
- Masterd by Doug Sax & Robert Hadlley at The Mastering Lab
- Directed by Tomoaki Kinoshita
- Recorded by Yoshihide Mikami & Shohei Kojima
- A&R : Etsuko Noguchi (BMG JAPAN)
- L.A Coordinate : Koji Egawa
- Art Direction : Masato Kobayashi & K.ODA
- Thanks to : K.ODA TOUR 2008 All Staff & Promoters, Mezamashi TV, Meiji Yasuda Life Insurance Company